# Ruhrpott Rodeo
Das Ruhrpott Rodeo gilt als das größte Punk-Festival Deutschlands.

## Veranstaltung

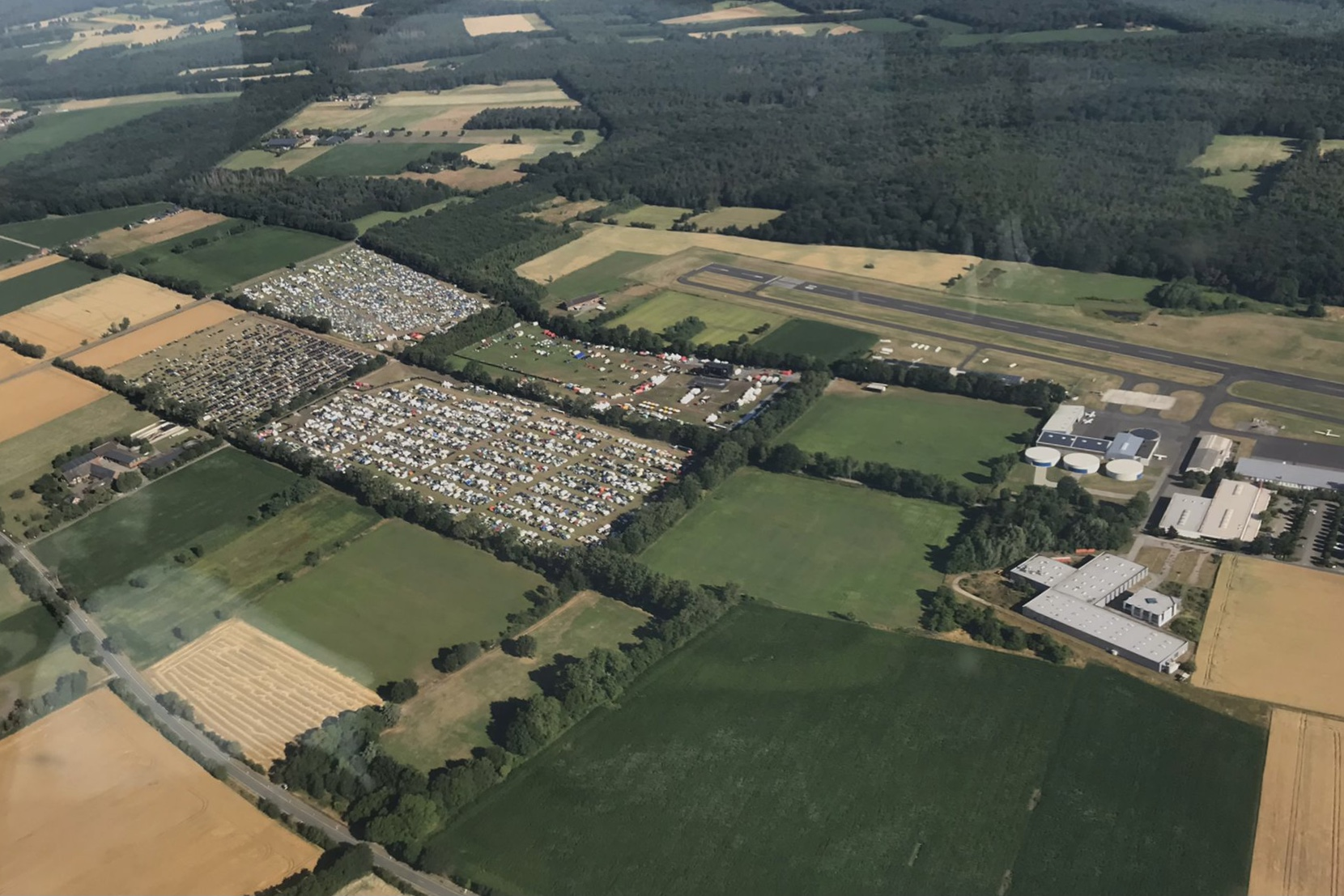
Ruhrpott Rodeo 2022

Das Festival findet seit 2007 jährlich im Sommer statt. Im ersten Jahr war der Austragungsort das Amphitheater Gelsenkirchen; seit 2008 ist es auf einem Freigelände am Flugplatz Dinslaken/Schwarze Heide in Hünxe bei Bottrop. Zu den Festivals kamen durchschnittlich etwa 7000 Besucher. 2012 wurden 5000 Besucher gezählt. 2013 waren es 7500 Besucher.
Der Veranstalter des Festivals ist Alex Schwers, der in zahlreichen Bands Schlagzeug spielte oder spielt, unter anderem bei Slime, Jeff Dahl, Hass, Knochenfabrik, Eisenpimmel und Rasta Knast.
Im August 2016 kam es freitagabends während des Auftritts der Suicidal Tendencies zu einem Unfall, als die Hardcore-Band zahlreiche Festival-Besucher auf die Bühne holte und dabei ein Besucher, der von der Bühne im Stagediving zurück ins Publikum springen wollte, mit dem Kopf gegen eine Metallabsperrung vor der Bühne prallte. Anschließend musste das Deutsche Rote Kreuz den verletzten Besucher mit Verdacht auf ein Schädel-Hirn-Trauma ins Krankenhaus bringen. Der Großteil des Publikums nahm den Unfall während des ohne Unterbrechung weiterlaufenden Konzerts nicht wahr.

## Interpreten

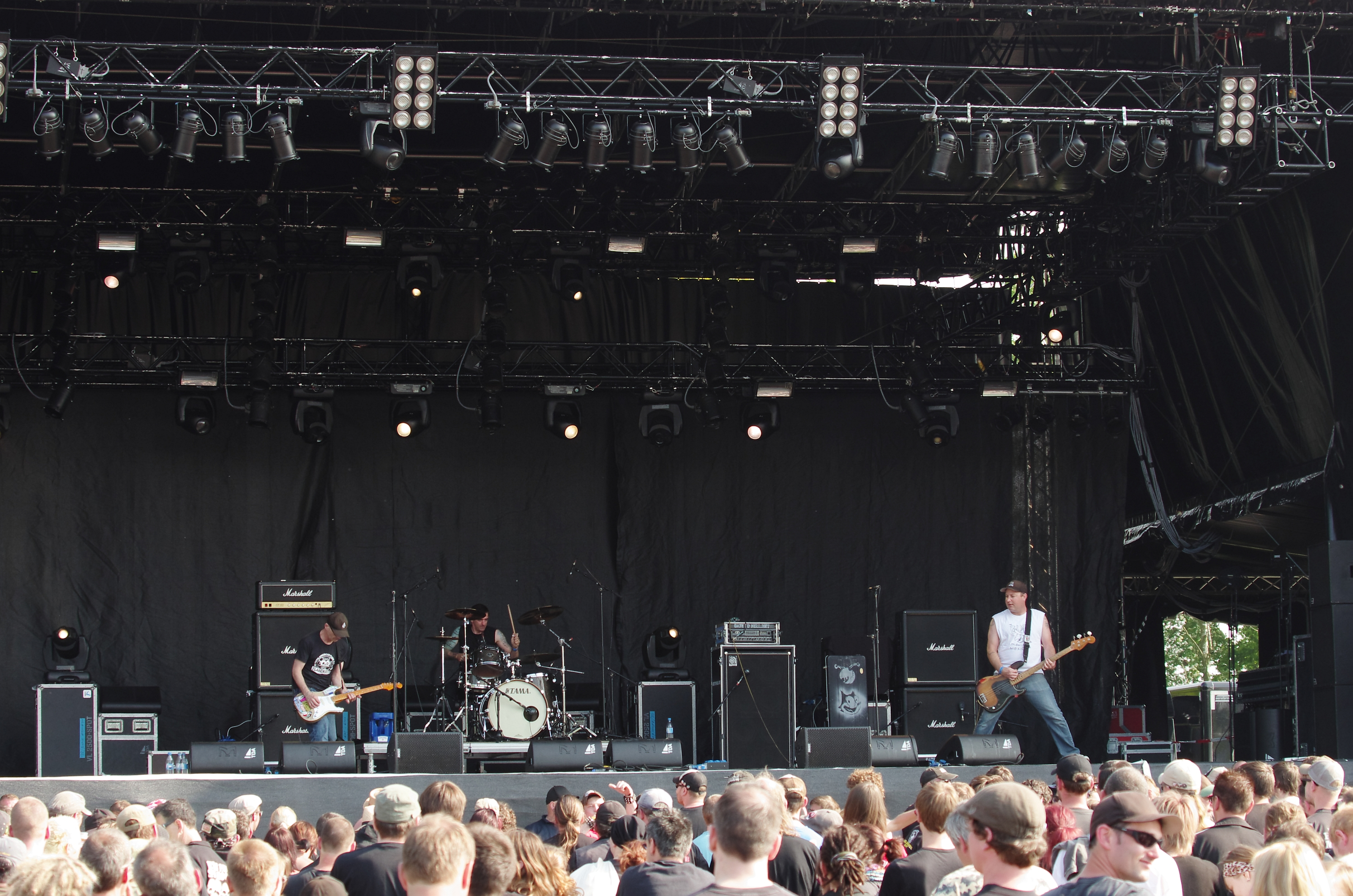
The Queers beim Ruhrpott Rodeo 2013

Im Jahre 2010 gaben die deutschen Punkbands Slime und WIZO jeweils nach Pausen ihre ersten Konzerte beim Ruhrpott Rodeo. Weitere bekannte Punk-Bands, die beim Ruhrpott Rodeo auftraten, sind Knochenfabrik, Betontod, Hass, Chefdenker, Buzzcocks, Cock Sparrer, Toy Dolls, Fahnenflucht, Die Lokalmatadore, Dritte Wahl, Jello Biafra. 2012 hat Slime auf dem Ruhrpott Rodeo ihr erstes Album nach der Bandneugründung 2010 präsentiert. Auf dem Ruhrpott Rodeo 2013 hat die amerikanische Punklegende Black Flag ihren ersten Auftritt in Deutschland seit 26 Jahren gespielt.

## Line Ups

### 2007
Beim 1. Ruhrpott Rodeo vom 22. bis 23. Juni im Amphitheater Gelsenkirchen spielten folgende Bands:
- Sham 69, Betontod, Mad Sin, Normahl, The Fuzztones, Conflict, The Meteors, Die Lokalmatadore, The Ruts, TV Smith, Fahnenflucht, Strassenjungs, Bambix, Casanovas Schwule Seite, Boxhamsters, The Bottrops, Smoke Blow, Spermbirds, Bitume, Fahnenflucht, Pascow, V8 Wankers, Emscherkurve 77, Montreal, Dean Dirg, Columbian Neckties, Chip Hannah, Suicide Holiday, The Other

### 2008
Beim 2. Ruhrpott Rodeo vom 27. bis 28. Juni am Flugplatz Schwarze Heide in Hünxe spielten folgende Bands:
- Knochenfabrik, Buzzcocks, The Meteors, Betontod, Die Kassierer, Sondaschule, Dritte Wahl, Die Lokalmatadore, Loikaemie, Fahnenflucht, Deadline, Adolescents, Die Mimmis, COR, Reagan Youth, Angelic Upstarts, Sigue Sigue Sputnik, Crashed Out, White Flag, Freeway Cash, Die Wut

### 2009
Beim 3. Ruhrpott Rodeo vom 29. bis 30. Mai am Flugplatz Schwarze Heide in Hünxe spielten folgende Bands:
- Me First and the Gimme Gimmes, Cock Sparrer, Toy Dolls, Los Fastidios, Die Lokalmatadore, Mad Sin, Betontod, Zaunpfahl, Rasta Knast, Talco, Fuckin Faces, Montreal, Chefdenker, Emscherkurve 77, Bluttat, Atemnot, KASA, Scheisse Minelli, Bonecrusher, 2nd District, I Walk the Line, Gewapend Beton, The Kleins, Cowboy Prostitutes

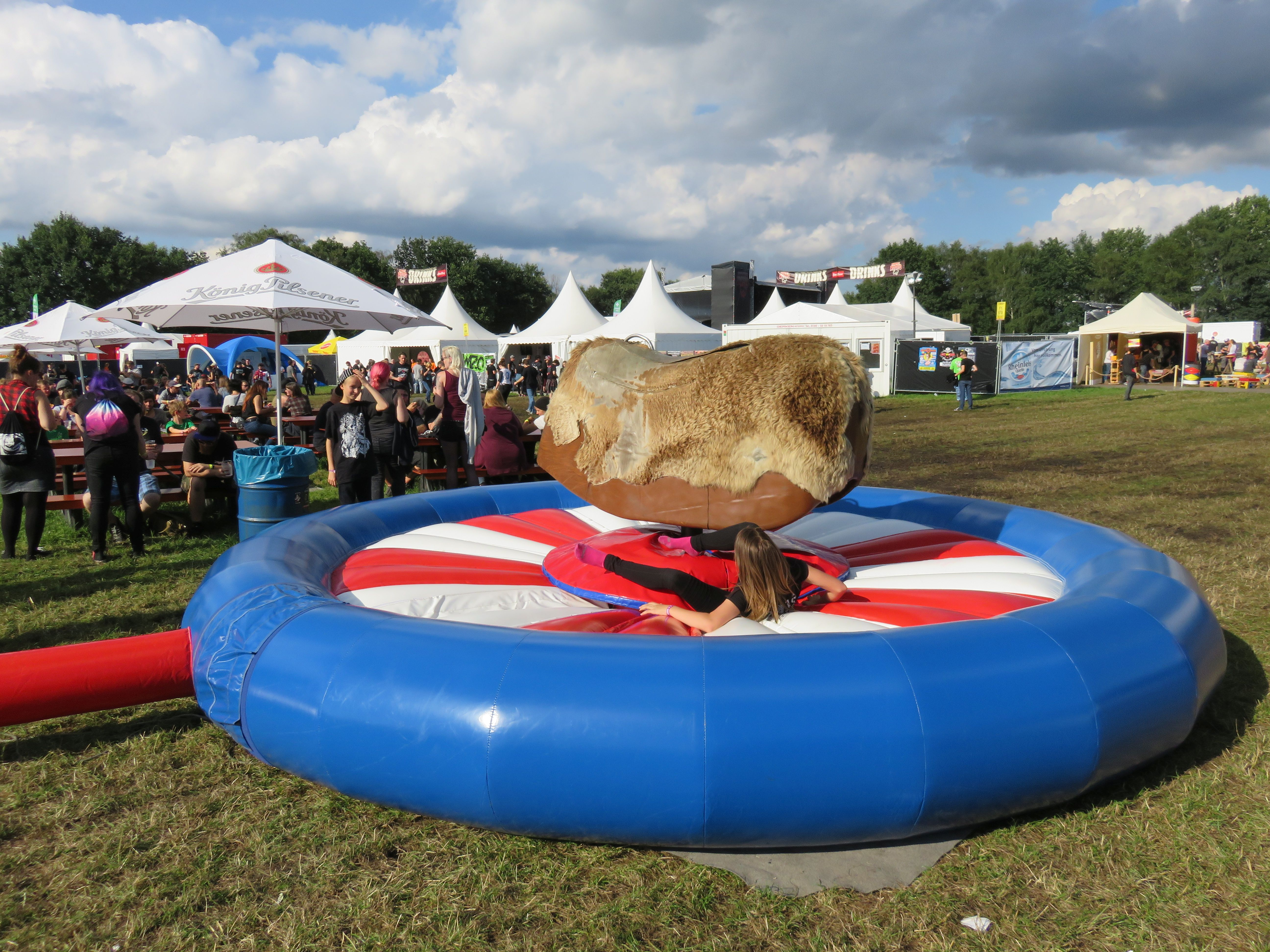
Mechanisches Bullenreiten auf dem Festivalgelände (2016)

### 2010
Beim 4. Ruhrpott Rodeo vom 22. bis 23. Mai am Flugplatz Schwarze Heide in Hünxe spielten folgende Bands:
- WIZO, Slime, The Generators, The Real McKenzies, Betontod, Sondaschule, Die Lokalmatadore, Hammerhead, Jaya the Cat, Volxsturm, Casanovas Schwule Seite, Fahnenflucht, The Statt Matratzen, Gumbles, Snuff, COBRA, The Freeze, Schmeisig, Zwakkelmann, The Other, Angry Samoans, The Revolvers, Guitar Gangsters, Sniffing Glue

### 2011
Beim 5. Ruhrpott Rodeo vom 11. bis 12. Juni am Flugplatz Schwarze Heide in Hünxe spielten folgende Bands:
- Misfits, The Damned, The Adicts, Knochenfabrik, Troopers, Razzia, Die Kassierer, Die Lokalmatadore, Mad Sin, Antirockstars, Rasta Knast, Alarmsignal, The Movement, Distemper, Leatherface, Jello Biafra and the Guantanamo School of Medicine, Left for Dead, Jaya the Cat, Dödelhaie, Emscherkurve 77, Pascow, Modern Pets, The Grit, Abfukk, Dwarves

### 2012
Beim 6. Ruhrpott Rodeo vom 26. bis 27. Mai am Flugplatz Schwarze Heide in Hünxe spielten folgende Bands:
- Toy Dolls, Slime, Toxoplasma, Marky Ramone's Blitzkrieg, Talco, The Locos, Betontod, Sondaschule, Dritte Wahl, The Creepshow, Die Lokalmatadore, The Idiots, D.O.A., Antiseen, Peter and the Test Tube Babies, Restarts, Jaya the Cat, Sarah Blackwood, Schmeisig, Zwakkelmann, Milenrama, Jenny Woo, Frau Potz, Jingo de Lunch, Dayglo Abortions, Victim's Family

### 2013

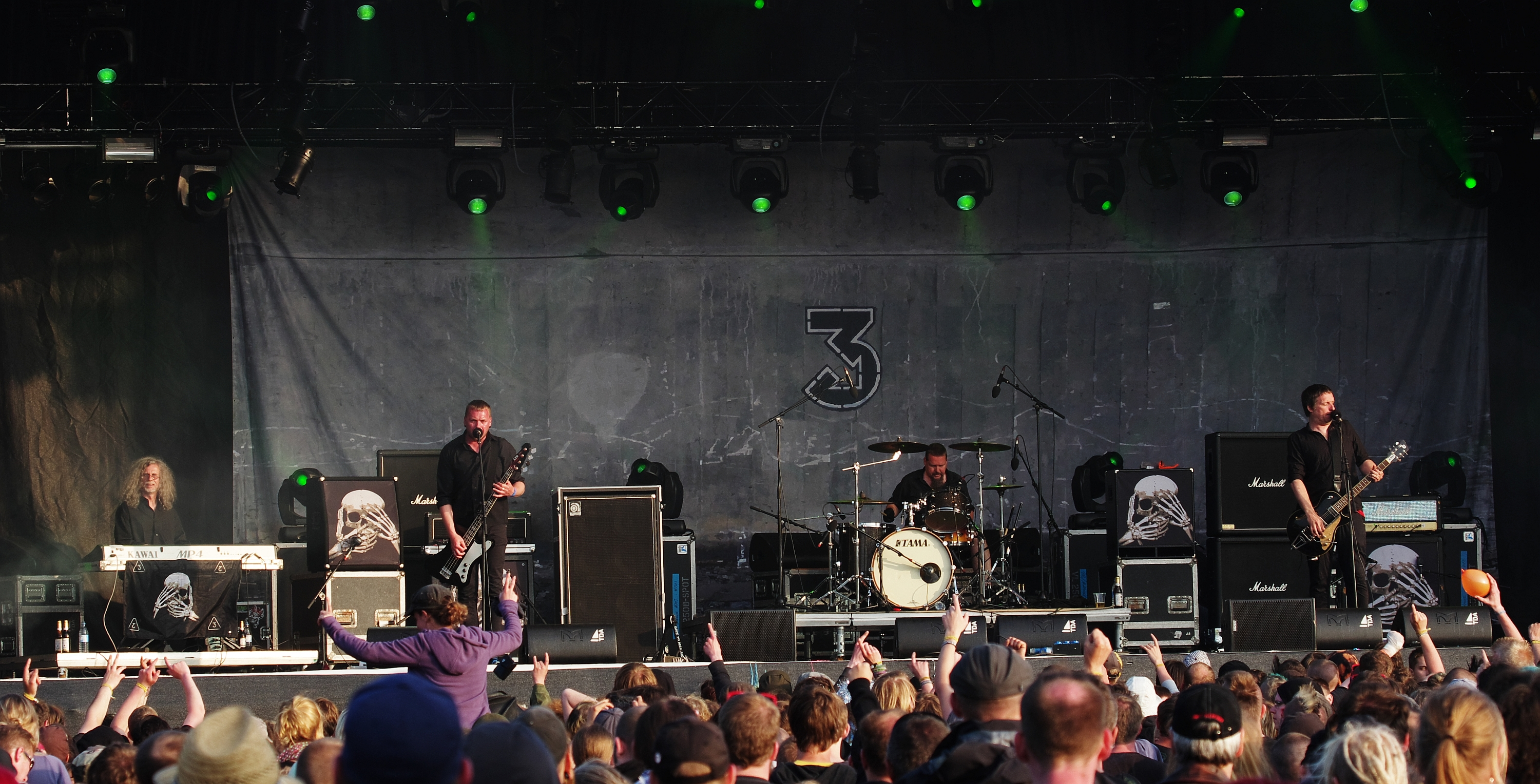
Dritte Wahl mit Gastmusiker Rainer Langhans beim Ruhrpott Rodeo 2013

Beim 7. Ruhrpott Rodeo vom 18. bis 19. Mai am Flugplatz Schwarze Heide in Hünxe spielten folgende Bands:
- Ska-P, Black Flag, The Adicts, Mad Caddies, Sondaschule, Dritte Wahl, Die Kassierer, UK Subs, Mad Sin, Zaunpfahl, Knochenfabrik, The Skatoons, Monsters of Liedermaching, Cockney Rejects, Michel Unplugged, Eisenpimmel, Boskops, Das Pack, Zwakkelmann, El Fisch, Bonsai Kitten, Kein Hass da, The Baboon Show, The Generators, Strung Out, Sonic Boom Six, Tim Vantol, The Queers, Argy Bargy, Nothington

### 2014
Das 8. Ruhrpott Rodeo vom 29. bis 31. Mai am Flugplatz Schwarze Heide in Hünxe fand erstmals drei Tage lang statt. Es spielten folgende Bands:
- Bad Religion, Pennywise, Terrorgruppe, Turbonegro, Millencollin, Cock Sparrer, Irie Revoltes, Dritte Wahl, ZSK, Talco, The Boys, Die Lokalmatadore, Knochenfabrik, 4 Promille, Jaya the Cat, Slaughter and the Dogs, Abstürzende Brieftauben, The Creepshow, Massendefekt, Lurkers, TV Smith, Götz Widmann, Peter and the Test Tube Babies, Buster Shuffle, Die Mimmis, Emscherkurve 77, Montreal, Divakollektiv, Turbostaat, Zwakkelmann, Meg'n'Jez, Chuck Ragan, Against Me!, Tragedy, Die Bullen, Frantic Flintstones, Prima Donna, Giuda, Control, Christian Steiffen, Liedfett, Elvis Pummel, Northcote, Cyanide Pills

### 2015
Das 9. Ruhrpott Rodeo vom (21. Zeltplatzeröffnung) 22. bis 24. (25. Zeltplatzschließung) Mai am Flugplatz Schwarze Heide in Hünxe fand drei Tage lang statt. Es spielten unter anderem folgende Bands:
- Refused, New Model Army, Stiff Little Fingers, Danko Jones, The Addicts, Die Kassierer, Agnostic Front, Subhumans, Sondaschule, Feine Sahne Fischfilet, Mudhoney, Knorkator, The Exploited, Die Lokalmatadore, Pascow, Knochenfabrik, The Real McKenzies, Götz Widmann, Antilopen Gang, The Godfathers, Abstürzende Brieftauben, Christian Steiffen, Satanic Surfers, Schmeisig, Dritte Wahl unter dem Pseudonym „Die Fliegen“, The Baboon Show

### 2016
Das 10. Ruhrpott Rodeo vom 5. bis 7. August am Flugplatz Schwarze Heide in Hünxe fand drei Tage lang statt. Es spielten unter anderem folgende Bands:
- Descendents, NOFX, WIZO, Suicidal Tendencies, Turbonegro, Dritte Wahl,  Michael Monroe,  Christian Steiffen, The Baboon Show, Jello Biafra and the Guantanamo School of Medicine, Eisenpimmel, Henry Rollins, Knochenfabrik, Monsters of Liedermaching, Talco, Reagan Youth,

### 2017
Das 11. Ruhrpott Rodeo vom 21. bis 23. Juli am Flugplatz Schwarze Heide in Hünxe fand drei Tage lang statt. Es spielten unter anderem folgende Bands:
- Bad Religion, Terrorgruppe, The Adicts, Cock Sparrer, Slime, Irie Revoltes, Ignite, Bouncing Souls, Fehlfarben, Swiss und die anderen, Zebrahead, Samiam, Knochenfabrik, ZSK, Die Lokalmatadore, Die Kassierer, Rawside, Rummelsnuff, Rantanplan, Rasta Knast, Jaya the Cat, Götz Widmann, Snuff, Zwakkelmann, Distemper, D.O.A., The Locos, Peter and the Test Tube Babies, Acidez, Schmeisig, Männi, Yellow Cap,

### 2018
Das 12. Ruhrpott Rodeo fand vom 6. bis 8. Juli am Flugplatz Schwarze Heide in Hünxe statt. Es spielten folgende Bands:
- Dritte Wahl, Pennywise, WIZO, Feine Sahne Fischfilet, Dead Kennedys, Anti-Flag, Toy Dolls, Sick of It All, Rogers, Mark Foggo, Discharge, Schmeisig für die erkrankten Turbostaat, Antilopen Gang, Booze & Glory, The Baboon Show, Cryssis, Bad Manners, The Offenders, Lokalmatadore, Svetlanas, The Dwarves, Pascow, Monsters of Liedermaching, The Wonks, Götz Widmann, The Other, ZSK, Cockney Rejects, GBH, No Fun at All, Es war Mord, Knochenfabrik, A Wilhelm Scream, Sondaschule mit Akustikset als Special Guest, Liedfett, Doyle Wolfgang von Frankenstein, Eisenpimmel, Richie Ramone, Shoshin, Der Butterwegge, Les 3 Fromages, Es war Mord, Bahnbrechender Scheiss, Los Pepes, The Sex Pistols Experience, Blenden, Kloode, Einsturz

### 2019
Das 13. Ruhrpott Rodeo fand vom 6. bis 8. Juli am Flugplatz Schwarze Heide in Hünxe statt. Es spielten folgende Bands:
- Hellacopters, Ska-P, The Mighty Mighty Bosstones, Acht Eimer Hühnerherzen, Agnostic Front, Blümchen, Chefdenker, Cro-Mags, Cryssis, Die Kassierer, Die Lokalmatadore, D.I.,  Ferris MC, Götz Widmann, Grindhouse, Hammerhead, Hank Van Hell, Ignite, Kurt Baker Combo, Male, Mal Éléve, Marky Ramone’s Blitzkrieg feat. Greg Hetson, Me First and the Gimme Gimmes, Millencolin, Monsters of Liedermaching, Montreal, Mr Marcaille, Negative Approach, Oxo86, Paddy and the Rats, Poison Idea, Rabble Rousers, Sondaschule, Sookee, Swiss + Die Andern, Talco, The Briefs, The Casualties, Turbostaat

### 2020
Auf Grund der COVID-19-Pandemie in Deutschland musste das Festival 2020 abgesagt werden. Gleichzeitig wurde das Festival für 2021 angekündigt. Es soll am 2. bis 4. Juli stattfinden. Alle Karten behalten ihre Gültigkeit.

### 2024
Im Jahr 2024 waren etwa 9000 Besucher beim Ruhrpott Rodeo.

### 2025
Beim Ruhrpott Rodeo vom 4. bis zum 6. Juli 2025 war die 17. Auflage des Festivals mit etwa 12.000 Besuchern ausverkauft. Auf zwei Bühnen spielten folgende Bands:
- El Fisch Schlager Revue, Rekkiabilly, Melonball, Private Function, Tyna, Lagwagon, Vitamin X, Montreal, Nura, Fidlar, Itchy, Hellacopters, Perkele, Donots, Talco, The Whops, Die Spitz, Die Verlierer, Zebrahead, Maid of Ace, Deine Cousine, The Undertones, Dubioza Kolektiv, Kadavar, Cock Sparrer, The Damned, Antilopen Gang, Slime, Sex Pistols, The Red Flags, Monsters of Liedermaching, The Drowns, Teenage Bottlerocket, Sex Schweiß, Mad Caddies, The Meffs, Ignite, Slope, Danko Jones, Bloodsucking Zombies from Outer Space, Betontod, The Exploited, WIZO, Shandon, Sondaschule

## Besucherzahlen
BesucherJahr0200040006000800010.0002007200920112013201520172023BesucherzahlBesuchszahlen für das Ruhrpott Rodeo

## Rezeption
2024 veröffentlichte die Antilopen Gang auf ihrem Album Alles muss repariert werden das Lied Ruhrpott Rodeo.